# Diores magicus
Diores magicus es una especie de araña del género Diores, familia Zodariidae. Fue descrita científicamente por Jocqué & Dippenaar-Schoeman en 1992.
Habita en Zimbabue.